# Рочев, Василий Павлович
Василий Павлович Рочев (род. 1951) — советский российский лыжник, бронзовый и серебряный призёр на чемпионате мира в Фалуне (1974), олимпийский чемпион 1980 года, 12-кратный чемпион СССР: 15 км (1974, 1975), 30 км (1974, 1977), 50 км (1979), эстафета 4×10 км (1972, 1973, 1974, 1975, 1976, 1978, 1980). Заслуженный мастер спорта СССР (1980), заслуженный тренер России (1998).

## Биография

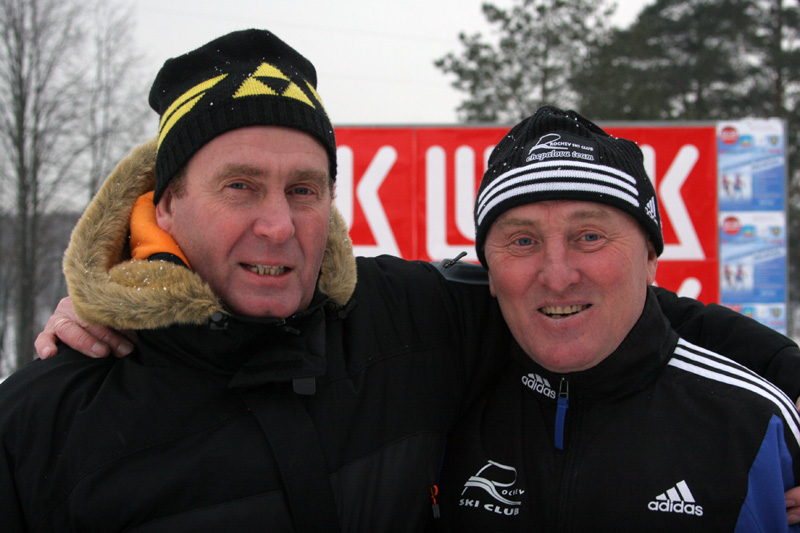
Василий Рочев-старший, олимпийский чемпион по лыжным гонкам (1980 г., справа), и его товарищ по победной олимпийской эстафете Николай Зимятов, четырёхкратный олимпийский чемпион по лыжным гонкам (1980, 1984 гг., слева). Снимок сделан 28 декабря 2008 года во время Красногорской гонки.

В наши дни Василия Павловича Рочева называют обычно «Василий Рочев-старший». Это вызвано тем, что его сын, Василий Васильевич Рочев, чемпион мира в спринте и неоднократный призёр Олимпиад и чемпионатов мира — сегодня член сборной команды России по лыжным гонкам и его имя, объективно, в наши дни более на слуху у болельщиков и журналистов.
Спортивный век Василия Рочева-старшего был достаточно долгим и счастливым — ему довелось выступить на двух Олимпиадах (1976 и 1980 гг.) и двух чемпионатах мира (1974 и 1978 гг.). В 1974 году на дебютном для него чемпионате мира в Фалуне он завоевал «бронзу» в 15-километровом спринте, уступив второму призёру немцу Г. Гриммеру менее секунды, а победителю, норвежцу М.Мюрмо, лишь немногим более секунды. Кроме того, вместе со своими товарищами по команде Иваном Гараниным, Фёдором Симашовым и Юрием Скобовым он завоевал на этом чемпионате серебряные медали в эстафете.
Олимпиада 1976 года в Инсбруке и чемпионат мира 1978 года в Лахти оказались для Василия Рочева-старшего относительно неудачными, во всяком случае, он ни разу не сумел подняться на пьедестал почёта. Зато его звёздный час наступил, вне всяких сомнений, на Олимпиаде 1980 года в американском Лейк-Плесиде, где он завоевал индивидуальную серебряную медаль в 30-километровой гонке, уступив лишь своему товарищу по команде Николаю Зимятову, а также стал олимпийским чемпионом в эстафетной гонке 4×10 км вместе со своими товарищами по команде Николаем Бажуковым, Евгением Беляевым и Николаем Зимятовым.

## Семья
Жена — Нина Рочева;

Сыновья — Василий Рочев мл. и Анатолий Рочев, многократный чемпион и призёр чемпионатов России по лыжным гонкам;

Дочь — Ольга Щучкина (в девичестве — Рочева);

Сноха (жена старшего сына Анатолия) — Ольга Рочева (в девичестве — Москаленко).

## Сегодняшние дни
Сейчас[когда?] Василий Рочев является старшим тренером сборной команды Республики Коми по лыжным гонкам. Тренирует сына, Василия Васильевича Рочева, ушедшего из сборной на самостоятельную подготовку (по состоянию на 2009—2010 годы), и ещё нескольких спортсменов республики, в частности, жену своего старшего сына Анатолия Рочева, Ольгу Рочеву.

## Награды и звания
- Орден Почета (22 февраля 2004) — за заслуги в развитии физической культуры и спорта[2]
- Орден Дружбы народов (9.04.1980)[3]